# Hanna Dorna
Hanna Elżbieta Dorna – polska specjalistka w zakresie nasiennictwa ogrodniczego, dr hab. nauk rolniczych, profesor uczelni, kierownik Katedry Fitopatologii i Nasiennictwa oraz prodziekan Wydziału Ogrodnictwa i Architektury Krajobrazu Uniwersytetu Przyrodniczego w Poznaniu.

## Życiorys
W 1985 ukończyła studia ogrodnictwa w Akademii Rolniczej im. Augusta Cieszkowskiego w Poznaniu, 31 stycznia 1994 obroniła pracę doktorską Wpływ warunków klimatycznych na formowanie i zawartość włókna w strąkach fasoli zwykłej (Phaseolus vulgaris L.), 24 lutego 2009 habilitowała się na podstawie pracy zatytułowanej Wybrane gatunki grzybów rodzaju Altemaria w nasionach marchwi - ich lokalizacja, toksynotwórczość, wpływ na wigor i kiełkowanie nasion oraz wschody. Objęła funkcję adiunkta w Katedrze Nasiennictwa Ogrodniczego na Wydziale Ogrodnictwa i Architektury Krajobrazu Uniwersytetu Przyrodniczego w Poznaniu.
Jest profesorem uczelni i kierownikiem Katedry Fitopatologii i Nasiennictwa oraz prodziekanem Wydziału Ogrodnictwa i Architektury Krajobrazu Uniwersytetu Przyrodniczego w Poznaniu.

## Odznaczenia
- Srebrny Krzyż Zasługi (2005)[2]